# (8099) Okudoiyoshimi
(8099) Okudoiyoshimi est un astéroïde de la ceinture principale découvert en 1993.

## Description
(8099) Okudoiyoshimi a été découvert le 8 octobre 1993 à Yatsuka (en), dans la préfecture de Shimane au Japon, par Hiroshi Abe et Seidai Miyasaka.

### Caractéristiques orbitales
L'orbite de cet astéroïde est caractérisée par un demi-grand axe de 2,54 UA, un périhélie de 1,84 UA, une excentricité de 0,28 et une inclinaison de 8,74° par rapport à l'écliptique. Du fait de ces caractéristiques, à savoir un demi-grand axe compris entre 2 et 3,2 UA et un périhélie supérieur à 1,666 UA, il est classé, selon la JPL Small-Body Database, comme objet de la ceinture principale.

### Caractéristiques physiques
(8099) Okudoiyoshimi a une magnitude absolue (H) de 14,4 et un albédo estimé à 0,119.